# بيتر مكلارين
بيتر مكلارين (بالإنجليزية: Peter McLaren)‏ هو عالم اجتماع أمريكي، ولد في 2 أغسطس 1948 في تورونتو في كندا.